# Remko Schnorr
Remko Schnorr (* 14. Dezember 1974 in Den Haag) ist ein niederländischer Kameramann, der neben einigen Spielfilmen vor allem Dokumentarfilme gedreht hat.
Nach Abschluss der Nederlandse Film en Televisie Academie arbeitete Schnorr als Kameramann für Kurzfilme, Werbespots und Musikvideos. 2004 fotografierte er seinen ersten Spielfilm, den Kinderfilm Ein Platz für Pluk (Pluk van de Petteflet) unter der Regie von Ben Sombogaart.
2006 vermittelte ihn der niederländische Produzent Kees Kasander als Kameramann an Sophie Fiennes für ihren Slavoj-Zizek-Film The Pervert’s Guide to Cinema. 2006 filmte er für Jochem de Vries den Kurzfilm Missen, der 2009 am  Interfilm Festival als bester Kurzfilm ausgezeichnet und im gleichen Jahr für die Goldene Palme in Cannes nominiert war.
2010 arbeitete er wieder mit Sophie Fiennes in dem Dokumentarfilm über Anselm Kiefer Over Your Cities Grass Will Grow zusammen. Zwei Jahre später drehte Fiennes einen weiteren Film mit Zizek, The Pervert’s Guide to Ideology mit Schnorr an der Kamera. Sein vierter Film mit Fiennes als Regisseurin ist Grace Jones, Bloodlight and Bami (2017).